# Edmund Breese

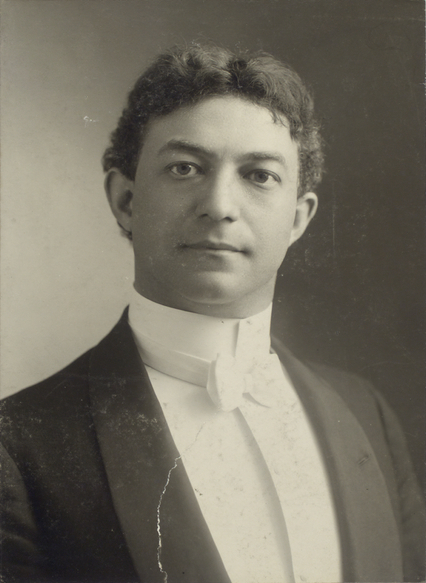
Edmund Breese (vor 1915)

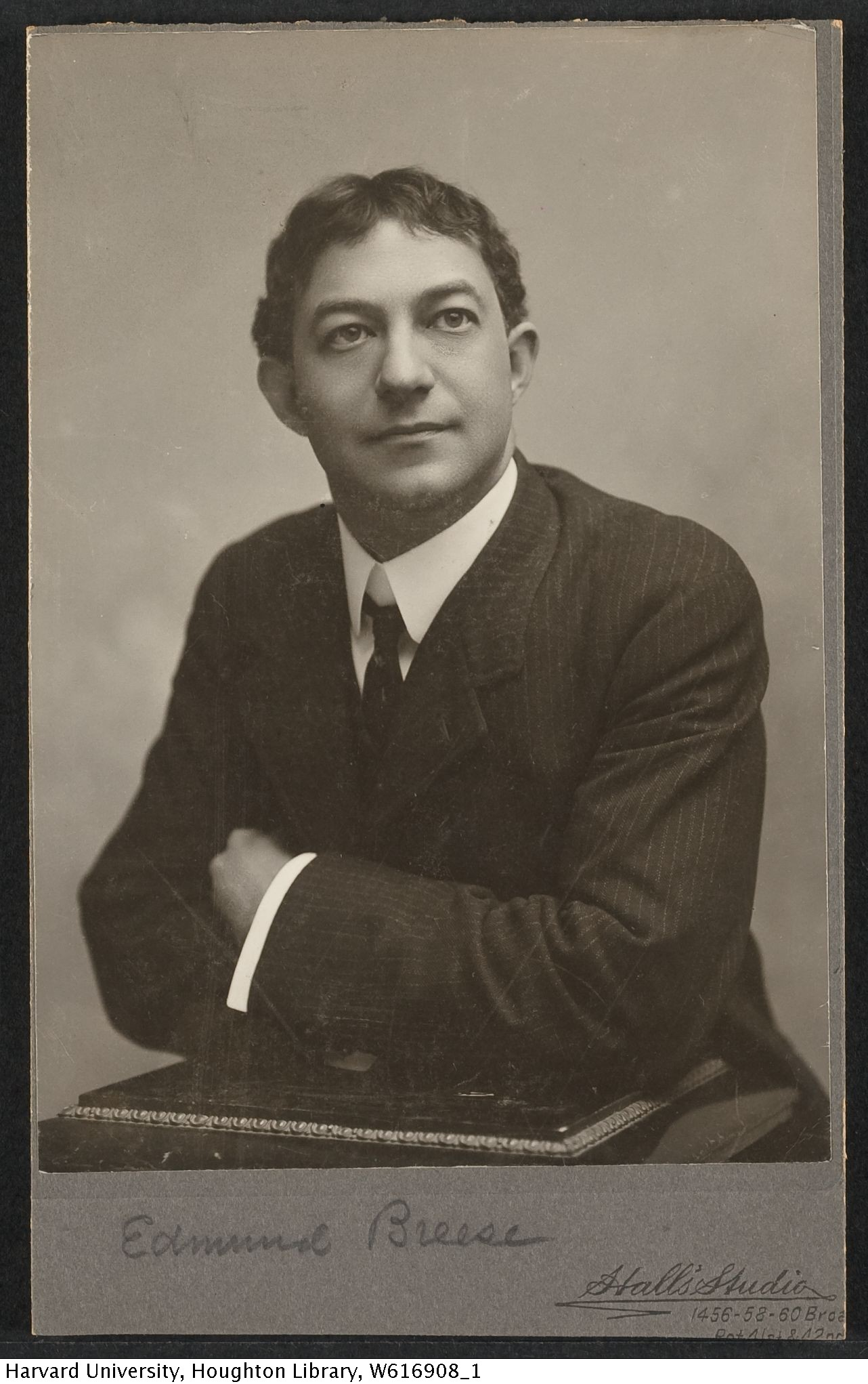
Edmund Breese (etwa 1918)

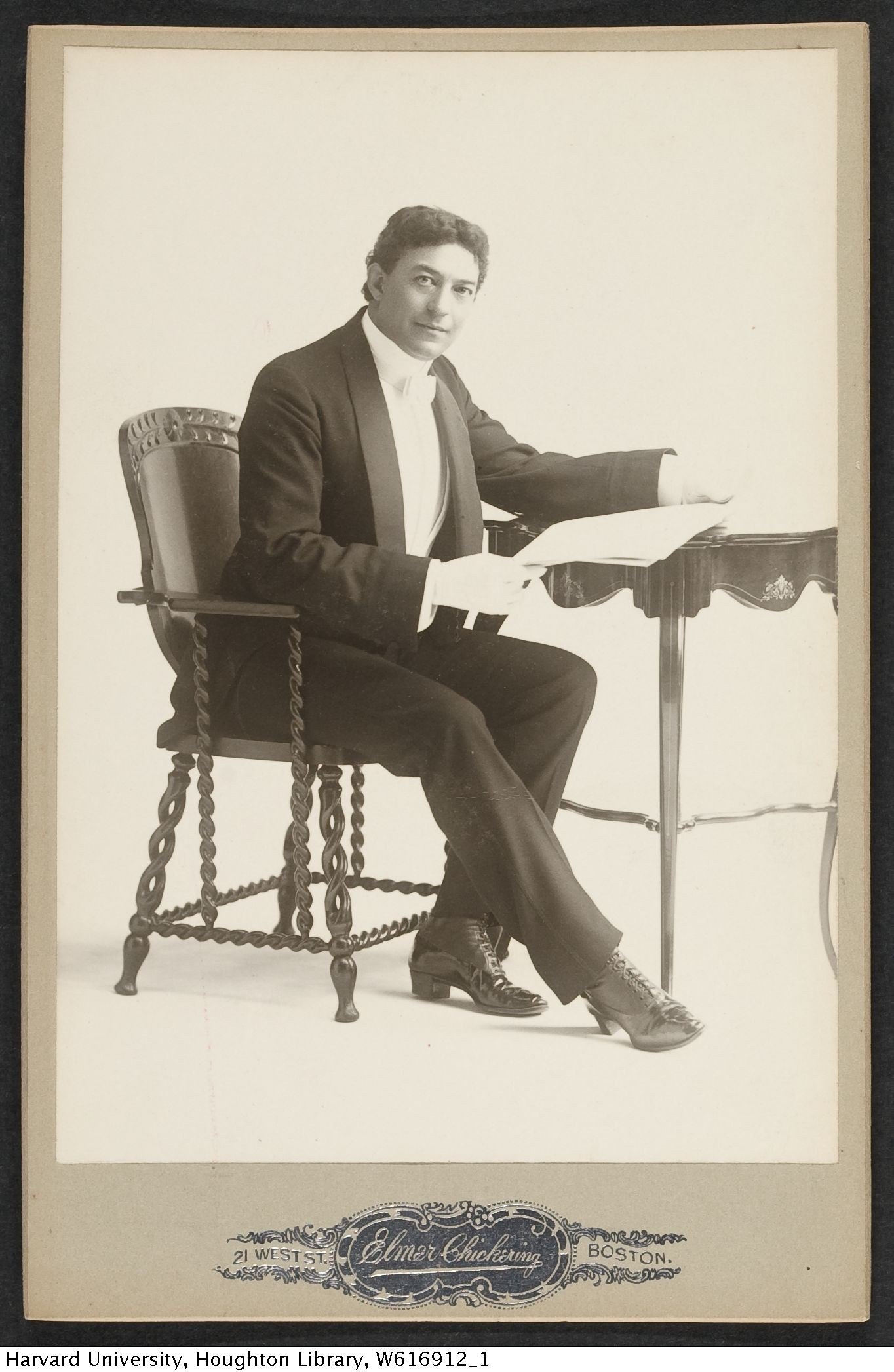
Edmund Breese (etwa 1918)

Edmund Breese (* 18. Juni 1871 in Brooklyn, New York; † 6. April 1936 in New York City, New York) war ein US-amerikanischer Schauspieler, Regisseur und Autor.

## Leben und Karriere
Edmund Breese wurde als Sohn von Josephine Busby und Renshaw Breese in Brooklyn geboren. Er begann seine Schauspielkarriere im Jahre 1892 beim Theater und zog in den nächsten Jahren mit verschiedenen Gruppen durch die Vereinigten Staaten. Er gab sein Debüt am Broadway vermutlich im Jahre 1900 in Monte Christo. In den folgenden Jahrzehnten spielte er in über 20 Stücken am Broadway und erwarb sich einen guten Ruf als Charakterdarsteller. Er spielte unter anderem neben damaligen Theaterstars wie Richard Bennett, Elliott Dexter und Estelle Winwood. Neben seiner Arbeit beim Broadway trat er auch regelmäßig in Vaudeville-Shows auf und betätigte sich selbst als Autor von Stücken. Im Jahre 1914 absolvierte er sein Filmdebüt im Filmdrama The Master Mind, der Verfilmung eines Broadway-Stückes mit Breese in den Hauptrollen. In den folgenden Jahren spielte er Hauptrollen in zahlreichen heute vergessenen Stummfilmen. 1915 war er Regisseur des Kurzfilmes He Fell in a Cabaret, doch es sollte seine einzige Regiearbeit bleiben.
In den 1920er-Jahren pendelte er zwischen Theaterauftritten am Broadway und Filmrollen in Hollywood. Der Übergang in den Tonfilm am Ende dieser Dekade gelang Breese ohne größere Probleme, wegen seines zunehmenden Alters erhielt er allerdings nur noch Nebenrollen. Weil er gut verschiedene Dialekt nachahmen konnte, spielte er häufig Ausländer und Fremde, insbesondere Asiaten. Mehrmals in seiner Filmkarriere war er als Richter, Arzt, Geschäftsmann, Politiker oder Offizier zu sehen. Im damals umstrittenen Antikriegsfilm Im Westen nichts Neues (1930) war er in der Rolle eines besserwisserischen deutschen Stammtischstrategen zu sehen und in Duck Soup (1933) verkörperte er neben den Marx Brothers einen Premierminister. 1935 drehte er seinen letzten von rund 130 Filmen und kehrte zum Broadway zurück, wo er im Stück Night of January 16th von Ayn Rand eine Rolle übernahm.
Gegen Ende einer Aufführung von Night of January 16th im April 1936 brach der 64-jährige Breese wegen einer Bauchfellentzündung zusammen, an welcher er nur vier Tage später verstarb. Er war im Laufe seines Lebens mit Genevieve Landry und Harriet A. Beach verheiratet. Er wurde im Forest Lawn Memorial Park in Glendale beigesetzt.

## Filmografie (Auswahl)
- 1914: The Master Mind
- 1916: The Lure of Heart’s Desire
- 1916: The Spell of the Yukon
- 1922: Beyond the Rainbow
- 1927: Paradise for Two
- 1929: The Gamblers
- 1930: Hold Everything
- 1930: Im Westen nichts Neues (All Quiet on the Western Front)
- 1930: The Czar of Broadway
- 1930: Kismet
- 1931: Feindschaft (The Painted Desert)
- 1931: Vor Blondinen wird gewarnt (Platinum Blonde)
- 1931: Mata Hari
- 1932: Der Rächer des Tong (The Hatchet Man)
- 1932: Wie Du mich wünschst (As You Desire Me)
- 1932: Die Hütte im Baumwollfeld (The Cabin in the Cotton)
- 1933: Eine Frau vergisst nicht (Only Yesterday)
- 1933: Der Boß ist eine schöne Frau (Female)
- 1933: Die Marx Brothers im Krieg (Duck Soup)
- 1933: Rückkehr aus der Fremde (The Stranger’s Return)
- 1934: Come on Marines
- 1934: Die Schatzinsel (Treasure Island)
- 1934: Gesetz der Wildnis (The Law of the Wild)
- 1934: Broadway Bill